# Zij (voornaamwoord)
Zij, met als onbeklemtoonde nevenvorm ze, is in het Standaardnederlands het persoonlijk voornaamwoord van zowel de derde persoon enkelvoud vrouwelijk als de derde persoon meervoud voor mannelijk, vrouwelijk en onzijdig. 
Etymologisch is zij te herleiden tot het Oudnederlandse sie of sia.
In tegenstelling tot de overige persoonlijke voornaamwoorden kent zij als meervoudsvorm twee verschillende voorwerpsvormen, namelijk hen (lijdend voorwerp en voorzetselvoorwerp) en hun (meewerkend voorwerp). Hun is tevens het bezittelijk voornaamwoord van de derde persoon meervoud.